# كارل غروسمان
كارل غروسمان (بالألمانية: Carl Friedrich Wilhelm Großmann) هو سفاح ألماني فاتك شارك في الحرب العالمية الأولى وكان يعمل في السابق جزارا ثم مارس القتل وبيع لحم البشر، كان يجلب البغايا إلى مسكنه ثم يشرب الخمر مع الواحدة منهن ثم يقتلها ويقطعها ويبيع لحمها على عربة يدعى أنه لحم بقر أو خنزير وذات يوم سمع مالك العقار الذي يسكن فيه جروسمان صوت شجار واستغاثة داخل شقته فأبلغ الشرطة فلما اقتحمت الشقة وجدت فتاة مذبوحة على وشك أن تقطع ووجدت أيضا بقايا جثث أخريات فقبض عليه وحكم بالإعدام ولمّا علم بالحكم بادر بشنق نفسه في سجنه.